# Aksana Papko
Aksana Papko (en belarús: Аксана Папко) (Hrodna, 16 de novembre de 1988) és una ciclista en pista belarussa que combina tant la pista com la carretera

## Palmarès en ruta
- 2010
  -  Campiona de Belarús en ruta
  -  Campiona de Belarús en contrarellotge

## Palmarès en pista
- 2010
  -  Campiona d'Europa sub-23 en Persecució
  -  Campiona d'Europa sub-23 en Puntuació
- 2011
  -  Campiona de Belarús en Persecució per equips (amb Alena Dilko i Tatsiana Xaràkova)
- 2012
  -  Campiona de Belarús en Persecució per equips (amb Alena Dilko i Tatsiana Xaràkova)

### Resultats a laCopa del Món en pista
- 2011-2012
  - 1a a Pequín, en Puntuació